# Fallicambarus
Fallicambarus là một chi tôm sông trong họ Cambaridae.

## Các loài
Chi này gồm 18 loài, 5 trong số chúng được xếp vào sách Đỏ ở mức loài bị dễ tổn thương (VU), 2 loài bị đe dọa (EN) và 1 loài cực kỳ nguy cấp (CR). Chỉ có loài F. fodiens là phân bố rộng rãi, có mặt khắp Trung Hoa Kỳ, và kéo dài đến Ontario; các loài khác phân bố hạn chế o83 3 bang của Hoa Kỳ hoặc ít hơn từ Texas đến Florida.
- Fallicambarus burrisi (Fitzpatrick, 1987) [3] – Alabama, Mississippi
- Fallicambarus byersi (Hobbs, 1941) – Alabama, Florida, Mississippi
- Fallicambarus caesius Hobbs, 1975 – Arkansas
- Fallicambarus danielae Hobbs, 1975 [4] – Alabama, Mississippi
- Fallicambarus devastator Hobbs & Whiteman, 1987 – Texas
- Fallicambarus dissitus (Penn, 1955) – Arkansas, Louisiana
- Fallicambarus fodiens (Cottle, 1863) – Ontario, central Hoa Kỳ
- Fallicambarus gilpini Hobbs & Robison, 1989 [5] – Arkansas
- Fallicambarus gordoni (Fitzpatrick, 1987) [6] – Mississippi
- Fallicambarus harpi Hobbs & Robison, 1985 [7] – Arkansas
- Fallicambarus hortoni Hobbs & Fitzpatrick, 1970 [8] – Tennessee
- Fallicambarus houstonensis Johnson, 2008 – Texas
- Fallicambarus jeanae Hobbs, 1973 – Arkansas
- Fallicambarus kountzeae Johnson, 2008 – Texas
- Fallicambarus macneesei (Black, 1967) – Louisiana, Texas
- Fallicambarus oryktes Penn & Marlow, 1959 – Alabama, Louisiana, Mississippi
- Fallicambarus petilicarpus Hobbs & Robison, 1989 [9] – Arkansas
- Fallicambarus strawni (Reimer, 1966) [10] – Arkansas